# Vapnena voda
Vapnena voda je reagens za dokazivanje ugljikova dioksida. To je vodena otopina kalcijeva hidroksida tj. bistra kalcijeva lužina. Dokazivanje ugljikova diokisida temelji se na netopljivom kalcijevu karbonatu koji nakon reakcije između Ca(OH)2 i CO2 taloži i zaostaje na stijenkama u obliku bijelih mrlja. 
Reakcija dokazivanja glasi:
Ca(OH)2 (aq) + CO2 (g) → CaCO3 (s) + H2O